# 19e étape du Tour de France 1994
Pour un article plus général, voir Tour de France 1994.
La 19e étape du Tour de France 1994 a lieu le 22 juillet 1994 entre la ville de Cluses et la station de sports d'hiver d'Avoriaz (sur la commune de Morzine) sur une distance de 47,5 km. Disputée sous la forme d'un contre-la-montre en côte, elle est remportée par Piotr Ugrumov.

## Parcours
Dernier contre-la-montre de ce Tour de France, et dernier parcours alpestre, cette étape consiste en une montée en trois paliers. Au départ de Cluses dans la vallée de l'Arve, les coureurs doivent successivement escalader la côte de Châtillon-sur-Cluses (3e catégorie), puis monter à la station des Gets (2e catégorie). Après une descente jusqu'à Morzine, dans la vallée d'Aulps, la montée finale, classée en 1re catégorie, conduit les coureurs jusqu'à la station de sports d'hiver d'Avoriaz, où est jugée l'arrivée. Deux pointages intermédiaires sont installés aux sommets des deux premières difficultés du parcours, deux autres à Morzine et à quatre kilomètres de l'arrivée.
Le Tour de France revient à Avoriaz neuf ans après la victoire d'étape de Lucho Herrera lors de l'édition 1985. Pour la troisième fois, après 1977 (victoire de Lucien Van Impe) et 1979 (victoire de Bernard Thévenet), la montée fait l'objet d'un contre-la-montre individuel.

## La course
En tête à tous les pointages intermédiaires, Piotr Ugrumov remporte l'étape avec une avance confortable sur Marco Pantani et Miguel Indurain. Pointé à plus de 14 minutes du maillot jaune à l'Alpe d'Huez, il aura repris près de neuf minutes sur les trois étapes suivantes, ce qui lui permet de s'installer à la seconde place du classement général. Passé professionnel sur le tard, après la disparition de l'Union soviétique, il renouvelle sa performance du Tour d'Italie 1993, qui l'avait également vu terminer second derrière Indurain. Handicapé par une opération de la clavicule au printemps, fatigué au départ du Tour après avoir tout de même disputé le Giro, il avait souffert en début d'épreuve de problèmes dentaires, ayant dû faire dévitaliser une dent lors de la journée de repos, dans les Pyrénées. Miguel Indurain, qui assure sa quatrième victoire dans le Tour de France, se montre décevant sur cette étape, qu'il termine à la troisième place. Après coup, il explique avoir géré son avantage, avoir manqué de motivation, et n'avoir voulu prendre aucun risque.
La principale contre-performance est néanmoins celle de Richard Virenque, qui termine 18e et perd plus de six minutes sur Ugrumov. Second du classement général au départ, il tombe à la cinquième place, désormais devancé par le coureur letton, mais également par Marco Pantani, qui le devance désormais au classement du meilleur jeune, et par Luc Leblanc, qui devient le premier coureur français au général. Le reste du classement général ne connaît pas de modification majeure,.

## Classement de l'étape
| Classement de la 19e étape | Classement de la 19e étape | Classement de la 19e étape | Classement de la 19e étape | Classement de la 19e étape |
|                            | Coureur                    | Pays                       | Équipe                     | Temps                      |
| -------------------------- | -------------------------- | -------------------------- | -------------------------- | -------------------------- |
| 1er                        | Piotr Ugrumov              | Lettonie                   | Gewiss-Ballan              | en 1 h 22 min 59 s         |
| 2e                         | Marco Pantani              | Italie                     | Carrera-Tassoni            | + 1 min 38 s               |
| 3e                         | Miguel Indurain            | Espagne                    | Banesto                    | + 3 min 16 s               |
| 4e                         | Luc Leblanc                | France                     | Festina-Lotus              | + 3 min 50 s               |
| 5e                         | Charly Mottet              | France                     | Novemail-Histor            | + 4 min 12 s               |
| 6e                         | Enrico Zaina               | Italie                     | Gewiss-Ballan              | + 4 min 17 s               |
| 7e                         | Vladimir Poulnikov         | Ukraine                    | Carrera-Tassoni            | + 4 min 26 s               |
| 8e                         | Jean-François Bernard      | France                     | Banesto                    | + 4 min 31 s               |
| 9e                         | Alex Zülle                 | Suisse                     | ONCE                       | + 4 min 49 s               |
| 10e                        | Roberto Conti              | Italie                     | Lampre-Panaria             | + 4 min 54 s               |
| modifier                   |                            |                            |                            |                            |

## Classement général
| Classement général après la 19e étape | Classement général après la 19e étape | Classement général après la 19e étape | Classement général après la 19e étape | Classement général après la 19e étape |
|                                       | Coureur                               | Pays                                  | Équipe                                | Temps                                 |
| ------------------------------------- | ------------------------------------- | ------------------------------------- | ------------------------------------- | ------------------------------------- |
| 1er                                   | Miguel Indurain                       | Espagne                               | Banesto                               | en 93 h 3 min 58 s                    |
| 2e                                    | Piotr Ugrumov                         | Lettonie                              | Gewiss-Ballan                         | + 5 min 39 s                          |
| 3e                                    | Marco Pantani                         | Italie                                | Carrera-Tassoni                       | + 7 min 19 s                          |
| 4e                                    | Luc Leblanc                           | France                                | Festina-Lotus                         | + 10 min 3 s                          |
| 5e                                    | Richard Virenque                      | France                                | Festina-Lotus                         | + 10 min 10 s                         |
| 6e                                    | Roberto Conti                         | Italie                                | Lampre-Panaria                        | + 12 min 29 s                         |
| 7e                                    | Alberto Elli                          | Italie                                | GB-MG Boys Maglificio                 | + 20 min 17 s                         |
| 8e                                    | Alex Zülle                            | Suisse                                | ONCE                                  | + 20 min 35 s                         |
| 9e                                    | Udo Bölts                             | Allemagne                             | Telekom-Merckx                        | + 25 min 19 s                         |
| 10e                                   | Vladimir Poulnikov                    | Ukraine                               | Carrera-Tassoni                       | + 25 min 28 s                         |
| modifier                              |                                       |                                       |                                       |                                       |

## Classements annexes

### Classement par points
| Classement par points | Classement par points    | Classement par points | Classement par points   | Classement par points |
| --------------------- | ------------------------ | --------------------- | ----------------------- | --------------------- |
|                       | Coureur                  | Pays                  | Équipe                  | Point(s)              |
| 1er                   | Djamolidine Abdoujaparov | Ouzbékistan           | Polti-Vaporetto         | 277 points            |
| 2e                    | Silvio Martinello        | Italie                | Mercatone Uno-Medeghini | 225 pts               |
| 3e                    | Ján Svorada              | Slovaquie             | Lampre-Panaria          | 199 pts               |
| modifier              |                          |                       |                         |                       |

### Classement du meilleur grimpeur
| Classement du meilleur grimpeur | Classement du meilleur grimpeur | Classement du meilleur grimpeur | Classement du meilleur grimpeur | Classement du meilleur grimpeur |
| ------------------------------- | ------------------------------- | ------------------------------- | ------------------------------- | ------------------------------- |
|                                 | Coureur                         | Pays                            | Équipe                          | Point(s)                        |
| 1er                             | Richard Virenque                | France                          | Festina-Lotus                   | 382 points                      |
| 2e                              | Marco Pantani                   | Italie                          | Carrera-Tassoni                 | 243 pts                         |
| 3e                              | Piotr Ugrumov                   | Lettonie                        | Gewiss-Ballan                   | 219 pts                         |
| modifier                        |                                 |                                 |                                 |                                 |

### Classement du meilleur jeune
| Classement général du meilleur jeune | Classement général du meilleur jeune | Classement général du meilleur jeune | Classement général du meilleur jeune | Classement général du meilleur jeune |
|                                      | Coureur                              | Pays                                 | Équipe                               | Temps                                |
| ------------------------------------ | ------------------------------------ | ------------------------------------ | ------------------------------------ | ------------------------------------ |
| 1er                                  | Marco Pantani                        | Italie                               | Carrera-Tassoni                      | en 93 h 11 min 17 s                  |
| 2e                                   | Richard Virenque                     | France                               | Festina-Lotus                        | + 2 min 51 s                         |
| 3e                                   | Bo Hamburger                         | Danemark                             | TVM-Bison Kit                        | + 36 min 48 s                        |
| modifier                             |                                      |                                      |                                      |                                      |

### Classement par équipes
| Classement par équipes | Classement par équipes | Classement par équipes | Classement par équipes |
|                        | Équipe                 | Pays                   | Temps                  |
| ---------------------- | ---------------------- | ---------------------- | ---------------------- |
| 1re                    | Festina-Lotus          | France                 | en 279 h 44 min 53 s   |
| 2e                     | Gewiss-Ballan          | Italie                 | + 42 min 57 s          |
| 3e                     | Mapei-CLAS             | Espagne                | + 45 min 1 s           |
| modifier               |                        |                        |                        |